# ليليان هارمان
ليليان هارمان (بالإنجليزية: Lillian Harman)‏ هي مؤلفة وكاتِبة أمريكية، ولدت في 1869 في مقاطعة كراوفورد في الولايات المتحدة، وتوفيت في 1929.